# William Dodge Lewis
William Dodge Lewis (* 17. Januar 1870 in Russell, New York; † 14. November 1960 in Lansdowne, Pennsylvania) war ein US-amerikanischer Pädagoge, Herausgeber und Schriftsteller.

## Leben

### Familie und Ausbildung
Der methodistisch getaufte William Dodge Lewis, Sohn des John E. Lewis und der Anna J. Van Ornum Lewis, graduierte 1888 an der Hugh C. Williams High School in Canton, New York. Im Anschluss wandte er sich dem Studium der Anglistik an der Syracuse University zu, erwarb 1892 den akademischen Grad eines Bachelor of Arts und 1895 den eines Master of Arts. 1917 promovierte er zum Doctor of Philosophy.
William Dodge Lewis vermählte sich am 19. September 1893 mit Louise Graff. Aus der Ehe gingen die Kinder Louise und Frederick Howard hervor. Er starb im November 1960 im Alter von 90 Jahren. Seine letzte Ruhestätte fand er auf dem Arlington Cemetery in Drexel Hill, Pennsylvania.

### Beruflicher Werdegang
William Dodge Lewis war nach dem Studienabschluss bis 1910 als Schulleiter an Grammar Schools, Public Schools und High Schools sowie als Dekan von English Departments in Syracuse angestellt. Danach übernahm er die Stelle als Schulleiter der William Penn High School in Philadelphia, Pennsylvania. Im Jahre 1919 avancierte er zum "Superintendent of Public Instruction" an das Pennsylvania Department of Education und blieb bis 1923 in dem Amt. William Dodge Lewis wirkte in der Folge als Editor der John C. Winston Company in Philadelphia, eine Position, die er zuvor von 1916 bis 1920 innehatte. 1940 ging er in Pension.
William Dodge Lewis, der dem Board of Directors der Public Education and Child Labor Association of Pennsylvania angehörte, präsidierte 1919 die National Association of Secondary School Principals. Lewis, der darüber hinaus als Trustee der Lake Placid Educational Foundation fungierte, hatte Mitgliedschaften in den Studentenverbindungen Phi Kappa Psi und Phi Beta Kappa sowie im Franklin Inn Club und im Lake Placid Club inne. Dort war er auch im Vorstand der Schule des Clubs. 
William Dodge Lewis schrieb Anthologien aus der englischen Literatur und Artikel unter anderem für die Zeitung Outlook, die Wochenzeitschrift Saturday Evening Post und das Magazin Ladies Home Journal. Der im Besonderen als Verfasser von Englisch-Lehrbüchern hervorgetretene William Dodge Lewis erhielt 1921 die Ehrendoktorwürde der Susquehanna University, 1952 wurde ihm die George Arents Pioneer Medal der Syracuse University verliehen.

## Publikationen
Autor
- Democracy's high school. in: Riverside educational monographs. Houghton Mifflin Company, New York, Boston, 1914
- mit James Fleming Hosic: Practical English for high schools; first course. American Book Company, New York, Cincinnati, 1916
- mit Mabel Dodge Holmes: Knowing and using words. Allyn and Bacon, Boston, New York, 1917
- mit Albert Lindsay Rowland, Frederick Richardson: The silent readers. Fourth reader. John C. Winston Company, Philadelphia, 1920
- mit James Fleming Hosic: Exercises in practical English. American Book Company, New York, 1922
- mit James Fleming Hosic: New practical English for high schools; second course. American Book Company, New York, Cincinnati, 1927
- mit Ethel Maltby Gehres, Eunice Stephenson: The new silent readers. : Pets and playmates primer. in: American primers, no. 444. John C. Winston Company, Philadelphia, 1931
- mit Sydney Vanferson Rowland, Elizabeth J. Marshall: The Reading Hour. A series of readers. John C. Winston Company, Philadelphia, 1931
- mit James Fleming Hosic: Practical workbook in English. American Book Company, New York, 1932
- Shakespeare Said It. Syracuse University, Syracuse, N.Y., 1961

Herausgeber
- mit Thomas Kite Brown, Henry Seidel Canby: The Winston Simplified Dictionary. Encyclopedic edition. John C. Winston Company, Philadelphia, 1927
- mit Thomas Kite Brown: The Winston dictionary for schools. John C. Winston Company, Chicago, 1940
- mit Alexander J. Stoddard, Matilda Bailey: English Three - Grade 5. American Book Co., New York, 1944
- mit Alexander J. Stoddard, Matilda Bailey: English Grade 5. American Book Co., New York, 1952